# سیکورسکی بوئینگ اس‌بی-۱

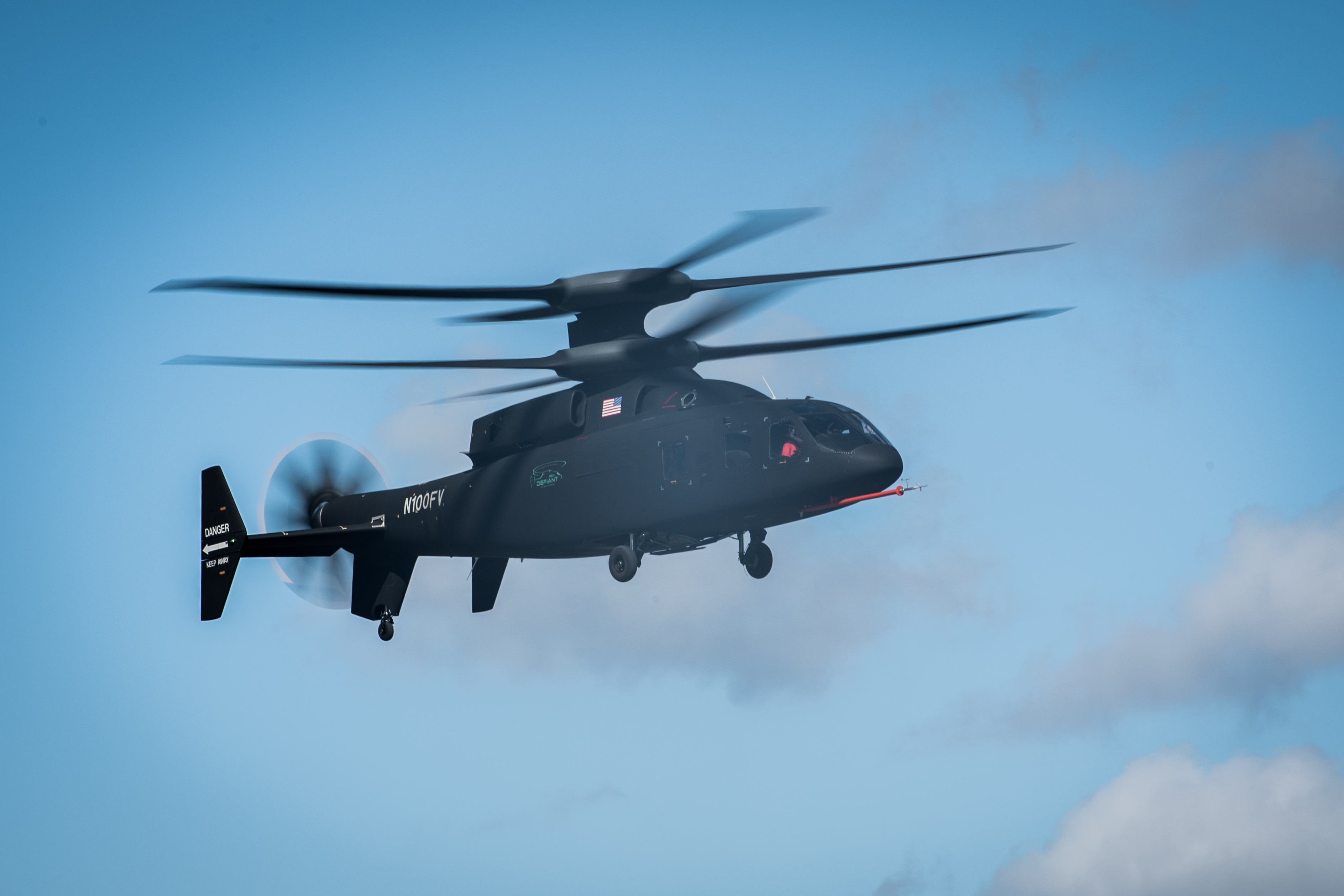

سیکورسکی بوئینگ اس‌بی-۱ دیفایِنت (به انگلیسی: Sikorsky–Boeing SB-1 Defiant) که با نام «سیکورسکی اس-۱۰۰» نیز شناخته می‌شود، یک محصول مشترک بین شرکتهای سیکورسکی و بوئینگ است که برای هوانیروز آمریکا طراحی شده‌است. این بالگرد آمیخته، با فناوری پروانه‌های هم‌محور از نوع بدون لولا ساخته شده‌است. این بالگرد که از دو موتور «لایکومینگ تی-۵۵» نیرو می‌گیرد نخستین پرواز آزمایشی خود را در سال ۲۰۱۹ با موفقیت به پایان رساند و در حال حاضر در اختیار خلبانان نیروی زمینی آمریکا قرار گرفته تا مراحل آزمایشی خود را طی کند و ارزیابی شود.

## توسعه
آخرین پروژهٔ این دو شرکت، محصولی به نام آرای‌اچ-۶۶ بود که پژوهش‌های آن در دهه ۱۹۸۰ میلادی آغاز گشت و پس از صرف هزینهٔ هنگفت ۷ میلیارد دلار آمریکا، در نهایت در سال ۲۰۰۴ میلادی کنسل شد و میراث و تجربه‌های ناشی از آن برای پروژه‌های امروز باقی ماند.

تا پیش از سال ۲۰۱۳ میلادی، شرکتهای سیکورسکی و بوئینگ با تأمین یک بودجهٔ پژوهشی تازه به ارزش ۲۵۰ میلیون دلار، یک محصول با نام سیکورسکی اس-۹۷ رایدر را در دستور کار قرار دادند. فاز نخست توسعه و طراحی بالگرد اس‌بی-۱، برپایهٔ یک پروژه آزمایشی از سیکورسکی با نام ایکس ۲ انجام شد تا با استفاده از پلتفورم قدیمی، هزینه‌های پروژه را کاهش دهند و در وقت صرفه‌جویی شود. نخستین پرواز این بالگرد برای سال ۲۰۱۸ برنامه‌ریزی شده بود ولی تا سال ۲۰۱۹ به تأخیر افتاد. این بالگرد دارای سرعت ۴۶۰ کیلومتر در ساعت است ولی به دلیل داشتن موتورهای قدیمی لایکومینگ تی-۵۵ مصرف بالایی دارد و برد مسافت آن تنها ۴۲۴ کیلومتر است و پس از انجام مراحل پژوهشی و آزمایشی، موتور جدیدی برای آن ساخته خواهد شد. پس از انجام فاز نخست آزمایشی، شرکت سیکورسکی به این نتیجه رسید که پلتفورم سیکورسکی ایکس ۲ برای کارهای سنگین مناسب نیست و توانایی بلندکردن وزن‌های سنگین را ندارد. از این رو شرکت تصمیم گرفت برای فاز دوم، از پلتفورم استالیون استفاده کند. شرکتهای سیکورسکی و بوئینگ اعلام کردند که سرعت این بالگرد در پروازهای جانبی زیاد خواهد بود و همچنین توانایی دارد درحالیکه دماغهٔ بالگرد پایین و دُم آن بالاست، هاور کند. ابعاد این بالگرد ۵۰ درصد بزرگتر از بلک هاوک است. موتور این بالگرد همانند موتور به‌کار رفته در بوئینگ سی‌اچ-۴۷ شینوک است ولی گیربکس آن به گونه‌ای طراحی شده تا بالگرد با ۸۵درصد از دور موتور پرواز کند تا عمر موتور افزایش یابد.